# Attentat du 25 novembre 2021 à Mogadiscio
Pour les articles homonymes, voir Attentat de Mogadiscio.
L'attentat du 25 novembre 2021 à Mogadiscio est survenu le 25 novembre 2021 à 7 h 30 lorsqu'un attentat-suicide à la voiture piégée s'est produit à Mogadiscio, en Somalie. La bombe, placée dans un véhicule utilitaire sport, a tué huit personnes et en a blessé 17 autres, dont des enseignants et des élèves de l'école primaire et secondaire de Mocaasir, qui a été gravement endommagée par le bombardement. Le groupe djihadiste al-Shabaab a revendiqué la responsabilité de l'attaque, affirmant qu'il visait un convoi de la mission de l'Union africaine en Somalie,.